# El Ciénego Norte
El Ciénego Norte es una localidad peruana ubicada en el distrito de Casitas, perteneciente a la provincia de Contralmirante Villar del departamento de Tumbes, al norte del Perú. 

## Ubicación
El Ciénego Norte se ubica al sur de la provincia de Contralmirante Villar, en el distrito de Casitas, en el departamento de Tumbes.

## Demografía
En 2017 El Ciénego Norte tenía una población de 38 habitantes.
| Gráfica de evolución demográfica de El Ciénego Norte entre 1993 y 2017 |
|                                                                        |
| Fuentes: Población 1993 y 2017                                         |